# Alexander Randall

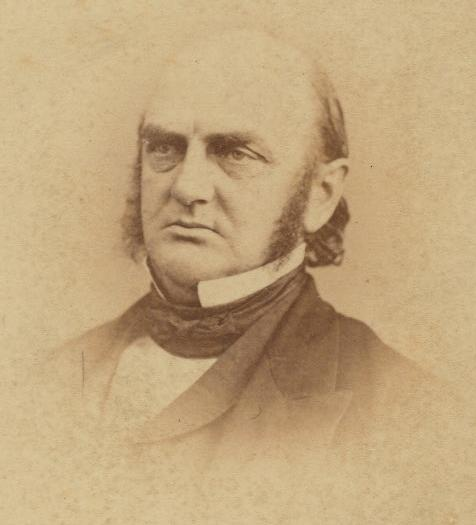
Alexander Randall

Alexander Williams Randall, född 31 oktober 1819 i Montgomery County, New York, död 26 juli 1872 i Elmira, New York, var en amerikansk politiker och diplomat. Han var guvernör i Wisconsin 1858-1862. Han tjänstgjorde 1862 som chef för USA:s diplomatiska beskickning vid Heliga stolen och 1866-1869 som USA:s postminister.
Randall studerade juridik och inledde 1838 sin karriär som advokat. Han flyttade två år senare till Wisconsinterritoriet. Han gick med i demokraterna och stödde Franklin Pierce i presidentvalet i USA 1852. Demokraterna i Wisconsin var splittrade och Randall hörde till William A. Barstows motståndare. Han blev 1854 invald i Wisconsin State Assembly, underhuset i delstatens lagstiftande församling, som en oberoende demokrat. Randall bytte sedan parti till  republikanerna och kandiderade 1855 utan framgång till delstatens justitieminister.
Randall vann 1857 års guvernörsval i Wisconsin som republikanernas kandidat. Han omvaldes två år senare. USA:s president Abraham Lincoln utnämnde Randall till USA:s minister vid Heliga stolen. Randall var missnöjd med sitt arbete som diplomat i Rom och bad snart om att få återvända till USA.
USA:s postminister William Dennison avgick 1866 som protest mot Andrew Johnsons politik. Johnson utnämnde Randall till ny postminister. Han tjänstgjorde till slutet av Johnsons ämbetsperiod som president och efterträddes 1869 av John Creswell.
Randalls grav finns på Woodlawn Cemetery i Elmira.